# El Calafate Airport
El Calafate Airport är en flygplats i Argentina.   Den ligger i provinsen Santa Cruz, i den södra delen av landet, 2 100 km sydväst om huvudstaden Buenos Aires. El Calafate Airport ligger 197 meter över havet. Den ligger vid sjön Lago Argentino.
Terrängen runt El Calafate Airport är platt norrut, men söderut är den kuperad. Terrängen runt El Calafate Airport sluttar norrut. Trakten runt El Calafate Airport är nära nog obefolkad, med mindre än två invånare per kvadratkilometer.. Närmaste större samhälle är El Calafate, 17,2 km väster om El Calafate Airport.
Trakten runt El Calafate Airport består i huvudsak av gräsmarker.